# The United Methodist Hymnal
Das United Methodist Hymnal ist ein in den USA weit verbreitetes Gesangbuch der Evangelisch-methodistischen Kirche. Es wurde erstmals 1989 nach der 1968 erfolgten Fusion der Methodist Church und der Evangelischen Vereinigten Brüderkirche herausgegeben. Das 960 Seiten umfassende Werk nahm an zahlreichen Kirchenliedern Änderungen mit dem Ziel einer Modernisierung vor.

## Geschichte
Vor dem Erscheinen des Werkes nutzten die Mitglieder der United Methodist Church die vor der Fusion verwendeten Gesangbücher der Methodist Church und Evangelical United Brethren Church. Die Methodist Church nutzte meist das Book of Hymns (The Methodist Hymnal) oder eine Neuauflage von 1982, die Evangelical United Brethren Church ihr eigenes The Hymnal, das zuerst 1957 veröffentlicht wurde. Einige Gemeinden nutzen weitere, an der nationalen Herkunft orientierte Gesangbücher.
Die Herausgabe des United Methodist Hymnal im Jahre 1989 folgte der Neufassung der Gesangbücher anderer Konfessionen, so des Lutheran Book of Worship 1978 und des episkopalen The Hymnal 1982. The United Methodist Hymnal wurde von einem 20-köpfigen Komitee unter Herausgeberschaft von Carlton R. Young (der bereits Herausgeber des The Methodist Hymnal gewesen war) und unter Leitung des Bischofs Rueben Philip Job erstellt.
Die Herausgeber nahmen zahlreiche Änderungen an den Liedtexten im Sinne einer political correctness im US-amerikanischen Verständnis vor. So wurden zahlreiche Maskulina in „genderneutrale“ Substantive geändert. Man scheute sich jedoch, auch männliche Bezüge zu Gott wie „Master“, „Father“ und „King“ zu modifizieren, und eine Hymne „Strong Mother God“ („Starke Mutter Gottes“) fand keine Aufnahme.
Die Herausgeber versuchten auch „militaristische“ Bezüge zu vermeiden. So kam es bei der Erarbeitung des Werkes 1986 zur Kontroverse, als die Herausgeber bekanntgaben, dass Onward Christian Soldiers nicht aufgenommen werden und einige Strophen von The Battle Hymn of the Republic wegfallen sollten. Nach mehr als 11.000 Protestbriefen nahm man davon Abstand. In dem Lied Nothing but the Blood of Jesus wurde die Zeile „white as snow“ in „bright as snow“ mit der Symbolik von „Schwarz“ und „Weiß“ für „Sünde“ und „Erlösung“ zur Vermeidung eines eventuellen Bezuges auf Hautfarben geändert.
Eine Zeile von O for a Thousand Tongues to Sing mit Bezügen auf Blindheit, Taubheit und Stummheit wurde mit einem Sternchen markiert, das anzeigt, dass sie ausgelassen werden solle. Neben den bei der weißen Bevölkerung der USA traditionellen Liedern wurden auch einige internationale Lieder, darunter einige aus Spanien und Asien, sowie Lieder der amerikanischen Ureinwohner und Spirituals der schwarzen Bevölkerung mit aufgenommen. Duke Ellingtons Come Sunday wurde ebenfalls einbezogen. In den traditionellen Kompositionen von John Wesley wurden viele Textänderungen seines Bruders Charles Wesley verworfen und die meisten Verwendungen von „thee“ mit „you“ ersetzt.
Das Gesangbuch enthält vier Formen für den Ritus der Heiligen Kommunion und der Taufe, dazu mehrere musikalische Umrahmungen für beide Gelegenheiten. Es enthält auch Gesänge für Heirat und Begräbnis, für Morgen- und Abendlob und einen Psalter auf Grundlage der New Revised Standard Version der Bibel mit einigen Änderungen.
Vor der Veröffentlichung schickte der Verleger United Methodist Publishing House einen 73-seitigen Auszug an mehrere Kirchen. Am 31. Juli 1989 waren bereits mehr als drei Millionen Exemplare verkauft, zehn Jahre später mehr als vier Millionen. Zwei ergänzende Gesangbücher wurden später herausgegeben: The Faith We Sing 2000 und Worship & Song 2011.
Daneben gibt es noch zwei weitere offizielle Gesangsbücher der United Methodist Church: Mil Voces Para Celebrar: Himnario Metodista (herausgegeben 1996) und Come, Let Us Worship: The Korean-English United Methodist Hymnal (herausgegeben 2000).